# Каролина фон Хесен-Хомбург (1819–1872)
Каролина Амалия Елизабет Августа Фридерика Лудовика Христиана Жозефина Леополдина Георга Бернхардина Вилхелмина Волдемара Шарлота фон Хесен-Хомбург (на немски: Karoline Amalie Elisabeth Auguste Friederike Ludowike Christiane Josephine Leopoldine George Bernhardine Wilhelmine Waldemare Charlotte von Hessen-Homburg; * 19 март 1819, Хомбург; † 18 януари 1872, Грайц) е принцеса от Хесен-Хомбург и чрез женитба княгиня на Ройс-Грайц, графиня и господарка на Плауен, господарка на Грайц, Кранихфелд, Гера, Шлайц и Лобенщайн, регентка на Княжество Ройс старата линия.

## Биография
Тя е дъщеря на австрийския генерал ландграф Густав фон Хесен-Хомбург (1781 – 1848) и съпругата му принцеса Луиза фон Анхалт-Десау (1798 – 1858), дъщеря на Фридрих принц фон Анхалт-Десау и Амалия.
Каролина фон Хесен-Хомбург се омъжва на 1 октомври 1839 г. в Хомбург за княз Хайнрих XX Ройс-Грайц (* 29 юни 1794, Офенбах; † 8 ноември 1859, Грайц), по-малък син на княз Хайнрих XIII (1747 – 1817) и принцеса Луиза фон Насау-Вайлбург (1765 – 1837). Тя е втората му съпруга.
Хайнрих XX Ройс-Грайц умира на 8 ноември 1859 г. на 65 години в Грайц. Каролина фон Хесен-Хомбург управлява като опекун от 1859 до 1867 г. за синът си Хайнрих XXII (1846 – 1902).
През Австрийско-пруско-италианската война 1866 г. тя е против прусите и затова те окупират Грайц. Каролина трябва да напусне регентството си преди пълнолетието на сина си. Половината от военните контрибуции тя плаща от частните си финанси.
Каролина фон Хесен-Хомбург умира на 52 години на 18 януари 1872 г. в Грайц.

## Деца
Каролина фон Хесен-Хомбург и Хайнрих XX Ройс-Грайц имат децата:
- Кристиана Хермина Амалия Луиза Хенриета (* 25 декември 1840, Грайц; † 4 януари 1890, Дройсиг), омъжена на 29 април 1862 г. в Грайц за принц Хуго фон Шьонбург-Валденбург (1822 – 1897), син на княз Ото Виктор I фон Шьонбург (1785 – 1859)
- Хайнрих XXI (*/† 11 февруари 1844, Грайц)
- Хайнрих XXII (* 28 март 1846, Грайц; † 19 април 1902, Грайц), княз Ройс-Грайц, женен на 8 октомври 1872 г. в Бюкебург за принцеса Ида фон Шаумбург-Липе (1852 – 1891), дъщеря на княз Адолф I Георг фон Шаумбург-Липе (1817 – 1893)
- Хайнрих XXIII (* 27 юни 1848, Грайц; † 22 октомври 1861, Грайц)
- Мария (* 19 март 1855, Грайц; † 31 декември 1909, Гетенбах, окръг Гелнхаузен), омъжена на 20 юли 1875 г. в Грайц за наследствен граф Фридрих фон Изенбург-Бюдинген-Меерхолц (1847 – 1889), син на граф Карл Фридрих фон Изенбург-Бюдинген-Меерхолц (1819 – 1900)